# Synthesis (album)
Synthesis är ett album av det amerikanska rockbandet Evanescence planerat för release under hösten 2017. David Campbell var ansvarig för arrangemanget längs Amy Lee och producenten William B. Hunt. Albumet kommer att innehålla omarbetade versioner av bandets tidigare material med ett orkestralarrangemang och elektroniska musikelement; Förutom omarrangerade spår spelades två nya in för projektet. För att marknadsföra det nya materialet, kommer Evanescence att starta Synthesis Live turnén som startar den 14 oktober 2017 i Las Vegas och besöker städer över USA fram till december.